# Грозница Западног Нила
Грозница Западног Нила (ГЗН) је вирусна инфективна болест из групе зооноза), које се преноси убодом комараца. Карактерише се тешком клиничком сликом са знацима упале мозга (лат. encefalitis). Изазивач болести је вирус Западног Нила (ВЗН) (лат. Encephalitis Nili occidentalis, енгл. West Nile virus) арбовирус (који се преноси артроподама) из породице флавивиридае (лат. Flaviviridae) и рода Флавивируса (лат. Flavivirus), који такође укључује и вирусе жуте грознице, денге, Сент Луисовог енцефалитиса и вирусе јапанског енцефалитиса. Овим вирусом могу да се заразе људи, птице, комарци, коњи и други сисари, алигатори итд.
На људе и животиње ВЗН преносе тиграсти или домаћи (Culex pipiens) комарци који се хране крвљу заражених птица, и других оболелих животиња. Након убода комараци уносе вирус у тело жртве и код ње изазивају грозницу Западног Нила, која се карактерише тешком клиничком сликом са знацима упале мозга или упале можданица и кичмене мождине (лат. meningitis).
Главни резервоар заразе су различите врсте птица, у којима се вирус одржава, док је човек случајни, односно тзв. слепи домаћин, јер се инфекција вирусом Западног Нила са њега даље не преноси.
Грозница Западног Нила је сезонско обољење, које је највише заступљено у периоду највеће активности комараца (вектора вируса Западног Нила). Имајући у виду искуства како из многих земаља, тако и из Србије, први оболели се обично региструју најчешће у другој половини јула месеца, а највеће разбољевање је током августа и септембра месеца.
Већина особа (80—90%) инфицирана вирусом Западног Нила нема никакве симптоме и знаке болести. Код малог процента заражених особа (10—20%) симптоми подсећају на обољење слично грипу, са наглом појавом повишене телесне температуре, главобољом, болом у грлу, леђима, мишићима, зглобовима, умором, благим пролазним осипом и лимфаденопатијом. Међутим, код појединих особа долази до настанка асептичног менингитиса или енцефалитиса (код 0,2% оболелих млађих од 65 година, и код 2% пацијената преко 65 година живота), односно неуроинвазивног облика болести, који захтева хоспитализацију. Симптоми неуроинвазивног облика болести су главобоља, укочен врат, ступор (тупост), дезоријентисаност, кома, треме, конвулзије, слабост мишића и парализа. Након прележане инфекције често долази до развоја дуготрајних секвела, као што су: умор, губитак памћења, тешкоће приликом ходања, мишићна слабост и депресија. Леталитет је већи код старијих особа, нарочито код особа изнад 75 година живота.

## Епидемиологија
Вирус Западног Нила (ВЗН), изазивач грознице Западног Нила, пренет комарацима први пут је изолован 1937. године у крви једне жене са високом телесном температуром у сливу Западног Нила у области Уганде. Грозница западног Нила, која је првобитно сматрана инфекцијом изазваном до тада познатим арбовирусима, обично се код људи манифестовала асимптоматски (без симптома болести) или као благи облик грипа, а у неким случајевима и лакшим енцефалитисом са смртним исходом који је нпр забележен у Израелу 1950.
Приближно код једне особе на сваких пет случајева, вирус је изазивао болест, а код мањег броја оболелих људи (око 0,75%) развиле су се компликације, које су понекад могле бити опасне по живот (фаталне). Отприлике једну у 150 инфекција прате тешка неуролошка обољења. Ризику разбољевања највише су биле изложене особе старије животне доби (преко 50 година старости) и људи са ослабљеним имунским системом.
Од открића 1937. па све до 1999, ВЗН је сматран релативно неважним патогеном како за људе тако и за животиње. Вирус су, у том периоду, ензоотски, у виду природно жаришних инфекција, преносили хематофагни инсекти (комарци из рода Culicoides, крпељи...), птице и друге животиње, и он се постепено ширио Африком, Западном и централном Азијом, Блиским истоком и Медитераном, са повременим „екскурзијама“ у Европу. Зато је географски гледано, ВЗН до друге половине 20. века „владао“ само у умереним и тропским областима, где су се до 1994, епидемије грознице Западног Нила јављале спорадично пре свега у региону Медитерана, Африке Азије и источне Европе. Подтип ВНВ (Кунјин) у том периоду изолован је и у Аустралији.
Епидемиолошке карактеристике грознице Западног Нила у периоду од 1937. до 1999. биле су; појава спорадичних епидемија или инфекција код људи, коња и птица са асимптоматском или блажом клиничком сликом неуролошке болести и изузетно ретким смртним исходом. Једини изузетак је била инфекција ВЗН, мањег обима, праћена тешким и фаталним неуролошким обољењем у коња и људи у Француској 1960.
Дуг интервал између епидемија, и перцепције епидемиолога да ВЗН није од великог значаја за јавно здравље, као и недостатак извештавања о појави епидемија и/или епизоотија у медитеранском региону утицало је на то да је појава инфекције и епидемије ВЗН повезивана са тешким и фатална неуролошким обољењима све до 1990. године. То је умногоме утицала на појаву нових подтипова вируса са већим потенцијалом за епидемију и већом вируленцијом у раним 1990-им годинама и омогућило географску експанзију и ширење ВЗН.
Од 1994, епидемије се јављају са све већом учесталошћу, тежом клиничком сликом и израженијим променама на нервном систему. Стручњаци верују да су инфекције ВЗН, на одређеном подручју, прво настајале као сезонска епидемија, најчешће с пролећа, које су свој ток настављале у лето и јесен.
Последњих година 20. и почетком 21. века вирус се преселио на северне и западне делове земљиних хемисфера. Након две деценије, јављања само по неколико људских и коњских енцефалитиса који су се завршили фатално, болест је прерасла у све већи број епидемија од 1996. до 2000. у Румунији, Мароку, Тунису, Италији, Русији, Израелу и Француској. У Румунији, неколико случајева енцефалитиса изазваног ВЗН код људи јављало се сваке године, а у Француској, су откривене и инфекције ВЗН у посматраним остацима угинулих птица у 2001. и 2002. Побољшан надзор над инфекцијом ВЗН код људи, коња, птица и вектора преношења (комараца) открио је присуство вируса на различитим локацијама у Европи (укључујући по први пу и Србију у 2012 години).
У епидемиологији грознице Западног Нила, у првој деценији 21. века у Европи, имају значај, и новооткривени начини преноса инфекције путем трансфузије крви, трансплантације органа, и интраутерине трансмисије вируса са мајке на фетус.
До 1. августа 2013. године у Европској унији регистровано је 26 случајева разбољевања у Грчкој и по 1 случај у Италији и Аустрији. Ван територије ЕУ регистровано је 53 случајева разбољевања у Руској Федерацији, 26 случајева у Израелу и један случај у Бившој Југословенској Републици Македонији.
Према извештају Института за јавно здравље Србије грознице Западног Нила, први пут је откривена у Србији, у лето 2012, тачније 13. августа 2012, након изолације ВЗН код прве жртве (жене старе 60 година из Панчева), која је тога дана преминула на Клиници за инфективне и тропске болести Клиничког центра Србије и код још седам особа. Ветеринари Ветеринарског института из Краљева након анализе прикупљеног материјала са обала Саве и Дунава у околини Београда у 150 збирних узорака установили су присуство вируса Западног Нила код десет кућних комараца, чиме је званично доказано да су кућни комарци (Culex pipiens), основни преносници вируса Западног Нила на простору Србије.
Од 1999, ВЗН се убрзано ширио и целим простором западне земљине хемисфере, пре свега на просторе САД, Канаде, Мексика, Кариба и делове Централне и Јужне Америке. Тако се прва инфекција човека ВЗН на простору Северне Америке догодила у Њујорку 1999. године. У наредне три године, инфекција се убрзо проширила у целој САД и Канади, инфицираним птицама, комарцима, људима, и коњима. У 2002, центри за контролу и превенцију болести (ЦДЦ), пријавили су више од 4.000 инфекција људи и 284 смртних случајева само у САД (у 44 држава и Дистрикту Колумбија). У другој деценији 21. века, све државе САД (осим Хаваја и Аљаске), као и многи делови Канаде погођени су ВЗН. У Северној Америци, вирус првенствено изазва менингитис, енцефалитис, и полиомијелитис, што је на овом простору довело до значајног морбидитета и морталитета.

## Клиничка слика
Грозница западног Нила, као могућу болест треба размотрити код сваке особе са високом температуром или акутним обликом неуролошке болести, који је пре разбољевања био изложен уједима комараца, примао трансфузије крви или био прималац пресађених органа, а посебно током летњих месеци за време живота иу областима у којима је активност вируса је пријављено. Дијагноза треба такође узети у обзир у сваком дете рођено са инфициране мајке вНв током трудноће или током дојења. Више информација о вНв у трудноћи и дојењу је доступна овде.
Поред осталих уобичајених узрока енцефалитиса и асептичног менингитиса (нпр. херпес симплекс вирус и ентеровирусес), други арбовирусес (нпр., Ла Крос, Сент Луис енцефалитис, Источна коњског енцефалитиса, и Повассан вируси) такође треба размотрити у диференцијалној етиологије сумњиве вНв болести.
ВНв болест је национално пријављује стање. Сви случајеви треба да се пријаве локалним јавним здравственим властима благовремено. Извештавање може да помогне локалним, државним и националним властима да препозна избијање и да спроведе мере контроле за смањење будућих инфекција.
Већина особа (80—90%) инфицирана вирусом Западног Нила нема никакве симптоме и знаке болести и зато клиничка слика грознице Западног Нила, код људи варира од асимптоматске инфекције изазване вирусом до неуролошког обољења.
Код малог процента заражених особа (10—20%) симптоми подсећају на обољење слично грипу, са наглом појавом повишене телесне температуре, главобољом, болом у грлу, леђима, мишићима, зглобовима, умором, благим пролазним осипом и лимфаденопатијом. Код ових болесника симптоми настају 2 до 14 дана након убода ВЗН зараженог комарца. Период инкубације дужи је код имунодефицијентних особа.
Међутим, код појединих болесника развија се асептични менингитис или енцефалитиса (код 0,2% оболелих млађих од 65 година, и код 2% пацијената преко 65 година живота), односно неуроинвазивни облик болести, који захтева болничко лечење.
У последњих неколико епидемија изазваних ВЗН констатовано је да се болест може јавити у три различита облика:
- Први облик, који у ~ 80% инфицираних особа протиче асимптоматски,
- Други облик, који у ~ 20% инфицираних особа има благу клиничку слику у виду грознице,
- Трећи облик, који у < 1% инфицираних особа доводи до развоја неуроинвазивних болести,

Ова три наведена облика најчешће се јављају у односу, који према процени износи 110 : 30 : 1
У 4%-15% случајева болест се завршава смртним исходом, код пацијената са енцефалитисом и дистоничном парализом. У Сједињеним Америчким Државама у 2007, од укупно 3.630 случајева инфицираних вирусом Западног Нила, од неуроинвазивног облика болести умрло је 124 болесника. То значи да је код тешких облика инфекције, стопа смртности 3,4% или да је укупна стопа смртности највероватније испод 4%, јер се грозница западног Нила код већине оболелих јавља у блажем облику.
Главни симптоми болести су; главобоље, мучнине, повраћања. Ове симптоме понекад прати отоко лимфних жлезда или појава оспе (у 25% -50% случајева) по кожи груди, леђа или трбуха. Ови симптоми најчешће пролазе у року од неколико дана, мада су забележени случајеви болести која је трајала и више недеља. Након проучавања, спроведеног у Румунији установљено је да се само код једне особе на сваких 325, изложених болести након убода комараца, јављају клинични симптоми. То показује, да велики број инфекција протиче са субклиничком сликом.
Код једног оболелог на 150 инфицираних долази до развоја тешке клиничке слике, која се карактерише неуроинвазивним обликом болести (енцефалитисом, менингитисом дечјом парализом, налик дистоничној парализи). У скоријим проучавања болести идентификоване су и многе друге компликације међу које спадају: предњи мијелитис у вирусом инфицираној кичменој мождини са енцефалитисом или без њега, Guillain-Barré синдром, а у ређим случајевима мултифокални хориоретинитис (који има 100% специфичност за идентификацију инфекције вирусом Западног Нила у пацијената са енцефалитисом) хепатитис, миокардитис, нефритис, панкреатитис и спленомегалија.
Болесници који преживе тежак облик болести, имају лошу прогнозу, и бројне дуготрајне или трајне неуролошке последица.
Симптоми болести израженији су, а болест тежа и не тако ретко и фатална, код особе изнад 50 година старости (због већег ризика од настанка неуроинвазивног облика болести)и. Присутна хронична обољења, као што су имуносупресија, дијабетес и обољења кардиоваскуларног система, могу да буду специфични фактори ризика за развој тежег облика грознице Западног Нила. Зато је леталитет већи код старијих особа, нарочито код особа изнад 75 година живота.
Након прележане инфекције често долази до развоја дуготрајних секвела, као што су: умор, губитак памћења, тешкоће приликом ходања, мишићна слабост и депресија.
ВЗН је историјски гледано сматран најмање вирулентним сојем вируса у односу на четири јапанске серогрупе вируса, али сазнања из недавних епидемије су променила ту перцепцију.

## Дијагноза
Грозницу Западног Нила, као могућу болест, треба имати у виду код сваког болесника са високом температуром или акутним обликом неуролошке болести ако је:
- пре разбољевања био изложен уједима комараца,
- примао трансфузије крви или био прималац пресађених органа (трансплантата),
- Током летњих месеци боравио у областима у којима је пријављена појачана активност ВЗН.
- оболело новорођено дете родила мајка или дојила инфицирана ВЗН у току трудноће или дојења.

### Прелиминарна дијагноза
Прелиминарна дијагноза грознице Западног Нила најчешће се заснива на:
- Анамнези, места и датуму путовања (ако је пацијент путовао у/или живи у некој од ендемских земаља или региона), активностима пре разбољевања, као и епидемиолошким истраживањима места где се догодила инфекција, и додатним дијагностичким тестовима. Подацима о уједу комарца и акутним болестима повезаним са фебрилним стањем и неуролошким симптома и знацима који треба да изазову сумњу на клиничку слику ВЗН.
- Физикалном прегледу, у току кога се констатују клиничким симптоми и знаци болести.

### Коначна дијагноза
Коначна дијагноза инфекције ВЗН најчешће се поставља: 
Комплетним анализама крви и мокраће
Серолошким испитивањем крвног серума или цереброспиналне течности (ликвора)'
Након добијања ликвора лумбалном пункцијом, исти се под микроскопом и серолошким тестовима испитује. Типични резултати инфекције ВЗН након прегледа ликвора су; плеоцитоза лимфоцита, повишен ниво протеина, референтне вредности глукоза и млечне киселине и одсуство еритроцита.
 Сликовним радиолошким тестовима 
Најчешће примењивана сликовна радиолошка испитивања су; магнетна резонантна томографија и компјутеризована томографија. Томографски налаз мозга, након магнетне резонанце је најчешће нормалан, или постоје знаци оштећења у базалним ганглијама, таламусу и можданицама, која се могу видети код пацијената са енцефалитисом, а у предњем делу кичмене мождине код оболелих од полиомијелитиса.
Изолацијом узрочника грознице
У епидемијама, ВЗН се може изоловати из узорака прикупљених у окружењу. Узорци могу бити; комараци, крв дивљих птица, коња, паса и експерименталних мајмуна, као и мозак мртвих птица и других животиња. Тестови са комарцима захтевају примену реакције ланчаног умножавања (енгл Polymerase Chain Reaction - PCR), методу којом се умножава молекул ДНК и стварање великог броја копија циљне ДНК секвенце како би се у узорку доказало присуство ДНК вируса Западног Нила. Када се користите серум дивљих птица и експерименталних пилића, узорци морају бити тестирани на присуство антитела против вируса Западног Нила, применом имунохистохемије или Елиза теста (енгл. Enzyme-Linked Immunosorbent Assay).
Обдукцијом лешева
У дијагностици ВЗН користи се и обдукција лешева, у току које се узоркују различита ткива, мртвих птица ради тестирања на вирус, било применом реакције ланчаног умножавања, што може повећати поузданост откривања ДНК вируса, било имунохистохемијском анализом, која визуелизује вирус (који под микроскопом изгледа као витраж браон ткиво, услед реакције подлоге са ензимима).

## Диференцијална дијагноза
Бројна заразне болести из групе трансмисивних али и друге болести могу имати симптоме сличне онима изазваним вирусом Западног Нила. Нпр неуроинвазивни симптоми, изазвани променама у ЦНС, могу се манифестовати и код инфекција изазваних ентеровирусима и бактеријским менингитисом.
Зато је диференцијална дијагноза од кључног значаја у дијагностици инфекције изазване ВЗН, посебно у оним случајевима када се код пацијента јавља необјашњиви облик фебрилне болести, праћен главобољом, енцефалитис или менингитис. Посебан значај у ДД ВЗН поред многих клиничких тестова, има примена серолошки анализа, међу којима су најзначајнији полимеразна ланчана реакција и култура вируса, како би се идентификовали специфични патогени који изазивају симптоме, и установиола етиологија енцефалитиса и менингитиса.
Поред најчешћих, уобичајених узрока енцефалитиса и асептичног менингитиса (нпр. херпес симплекс вирус и ентеровирус), других арбовируса (нпр., Ла Крос, Сент Луис енцефалитис, Источни коњског енцефалитиси Повасан вирусни енцефалитис) такође треба размотрити у диференцијалној и све остале болести за које се сумња да су изазване ВЗН .
Сви дијагностички потврђени случајеви ГЗН подлежу обавезном и правовременом пријављивању јавним здравственим властима. Извештавање може да помогну лекарима у дијагностици а локалним, државним и националним властима да препознају избијање епидемије и правовремено спроведу мере контроле за смањење будућих инфекција.

## Терапија
Како је инфекција изазвана вирусом, за лечење грознице Западног Нила не постоји специфична терапија. Код тежих случајева и особа суспектних на заразу ВЗН, лечење се спроводи на одељењима интензивне неге, уз обилну примену, инфузија течности и хране, регулисање дисања (према потреби и респиратором) и стабилизацију функција кардиоваскуларног система.
У циљу спречавања компликација и секундарне инфекције (упала плућа, мокраћних канала итд) у лечењу се примењује одговарајућа симптоматска терапија, антибиотицима, кардиотоницима, антиедематозним лековима, антиепилептицима и другим лековима.

### Вакцинација
Када је у питању вакцинација против ВЗН, коњи су били много веће среће од људи јер је коњска вакцина произведена релативно брзо - условно „Fort Dodge“ вакцина лиценциран у августу 2001. Та вакцина коначно је добила пуну лиценцу у фебруару 2003, када је „Fort Dodge“ почели да се продаје. У јулу 2005, „Fort Dodge“ вакцина, проглашена је првом ДНК вакцином одобреном за комерцијалну употребу за све врсте коња широм света.
За сада не постоји одговарајућа вакцина за заштиту људи од вируса Западног Нила. Након наглог скока броја случајева оболелих од грознице Западног Нила у 2003, неколико компанија је почела да ради на истраживањима људске вакцине, али је касније одустао од пројекта, јер није узети у обзир њена профитабилност. „Crucell N.V“, холандска биотехнолошка фирма, укинула је производњу своје вакцине у 2008, „јер вакцина није била атрактивна, као и други профитабилни производи који су били у плану развоја „Crucell N.V“,“ саопштила је ова компанија те године.
Најмање две компаније и даље раде у истраживањима људске вакцине против ВЗН. Једна од њих је „Санофи Пастер САД“ („Sanofi Pasteur USA“) тестира вакцину под називом Chimerivax-WNV®, и Хаваји Биотех („Hawaii Biotech“), који тестира вакцину за старије људе кој би могли бити подложни инфекцији ВЗН. Имајући у виду да је развојни процес вакцина дуготрајан, прву вакцину треба очекивати тек за 10 до 15 година.

### Терапија ГЗН у истраживању
Претходне студије спроведене у 2013. години показале су да интерферон тип I (IFN-I) ограничава размножавање ВЗН у ткиву периферног и централног нервног система (ЦНС). У ин виво условима утврђена је појава антивирусног специфичног гена (ISG) — Ifit2, чија појава је стимулисана (IFN-I) у инфекцији ВЗН. Вирусолошке анализе култивисаних макрофага, дендритских ћелија, можданих фибробласта, неуронских ћелија и кортикалних неурона у овим студијама откриле су специфичну ћелијску антивирусну функцију Ifit2 против ВЗН. Ефекти Ifit2 уочени су праћењем индукције или интензитета урођеног или адаптивног имунског одговора. Резултати указују да Ifit2 ограничава инфекцију и патогенезу ВЗН у различитим ткивима и ћелијама на њему специфичан начин.

## Исход болести
Већина болесника без симптома и знакова неуроинвазивног облика болести или енцефалитиса и менингитиса, након прележане ГЗН потпуно ће се опоравити. Код тих болесника могу се јавити знаци умора, проблеми са памћењем, малаксалости и опште слабост. Ови симптоми могу трајати неколико недеља или месеци.
Болесници који се опораве од ВЗН изазваног енцефалитиса или дечје парализе често пате од заосталих неуролошких дефицита.
Код пацијената са неуроинвазивним обликом болести изазваним ВЗН, укупни леталитет је око 10%. леталитет је знатно већи код пацијената са ВЗН изазваним енцефалитисом и дечјом парализом него ког ВЗН изазваног менингитиса.
Недавне студије су покренули питања могућих, упорних инфекција изазваних ВЗН. Ове инфекције у каснијим периоду могу бити праћене повишеним крвним притиском, обољењем бубрега. Међутим како у највећем броју случајева од грознице Западног Нила оболевају хронични болесници, тешко је установити да ли се хипертензија и оштећења бубрега понекад јављају као последица вируса Западног Нила или су ти болесници били већ предиспонирани за развој хипертензије и хроничне болести бубрега, које се не односе на њихову инфекције. Додатна истраживања треба да утврда да ли „упорност“ Вест Нил вирус може довести до болести бубрега или других медицинских проблема.